# Rey Mysterio
Rey Mysterio (Chula Vista, 11 december 1974) — pseudoniem van Óscar Gutiérrez — is een Amerikaans professioneel worstelaar van Mexicaanse oorsprong, die sinds januari 2018 opnieuw actief is in de World Wrestling Entertainment. Rey Mysterio wordt over het algemeen beschouwd als de invloedrijkste luchador aller tijden. Hij was eerder al jarenlang actief in de WWE, tussen 2002 en 2015. Sinds 11 augustus 2023 is hij de regerend  United States Champion
Mysterio is een 3-voudig WWE World Heavyweight Champion, waarvan het laatst in de zomer van 2011 als "onofficiële" WWE Champion gedurende kayfabe (of fictieve) gebeurtenissen waarbij CM Punk het bedrijf verliet als "echte" kampioen. Mysterio won de Royal Rumble in 2006 en is de worstelaar die het langst aan een enkele Royal Rumble heeft deelgenomen, met name 1:02:12. Het vorige record stond op naam van Chris Benoit. Mysterio is 3-voudig WWE United States Championship. Voorts is hij een 2-voudig WWE Intercontinental Champion, 3-voudig Cruiserweight Champion en 4-voudig WWE Tag Team Champion. Hij is ook de 21e Triple Crown Champion en 31e Grand Slam Champion in de geschiedenis van WWE. 
Rey Mysterio verliet de federatie in 2015 en was daarna actief in een aantal kleinere, onafhankelijke Mexicaanse en Amerikaanse worstelorganisaties doch keerde daarna verrassend terug bij het evenement Royal Rumble in januari 2018. Voor zijn eerste periode in de WWE was Mysterio tussen 1996 en 2001 actief voor de rivaliserende organisatie World Championship Wrestling (WCW), waarvoor hij 5 keer het WCW Cruiserweight Championship en 3 keer het WCW World Tag Team Championship in de wacht sleepte. Ondanks een te laag gewicht mag hij steeds deelnemen aan de klasse zwaargewicht binnen de WWE, wat hij vooral te danken heeft aan een spectaculaire lucha librestijl. Mysterio werd populair met zijn typerende afwerkingsbeweging "619" alsmede zijn vele "Hurricanrana"-variaties waarbij Mysterio zich met de benen om het hoofd van de tegenstander slingert en salto's of andere capriolen verricht, al dan niet vanaf de bovenste spanschroef. 
Hij is de vader van Dominik Mysterio, die sinds 2019 als worstelaar aan de zijde van zijn vader in de WWE actief is. 

## Professioneel worstelcarrière

### Vroege carrière (1989-1996)

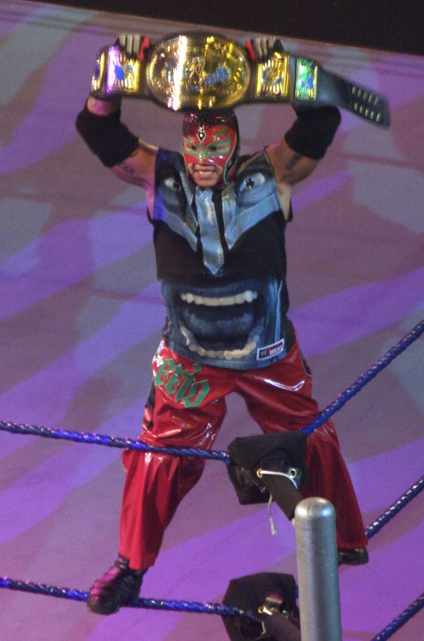
Mysterio als WWE Intercontinental Champion

Op veertienjarige leeftijd maakte Gutiérrez op 30 april 1989 zijn worsteldebuut in Mexico. Gutiérrez werd getraind door zijn oom Miguel Ángel López Díaz, beter gekend als Rey Misterio Sr.. In Mexico trainde en leerde hij de lucha libre, een gekende worstelcultuur in Mexico. Hij worstelde toen onder de ringnamen "Rey Misterio Jr." en "Rey Mysterio Jr". Mysterio ging in 1992 aan de slag bij de vermaarde lucha libre-organisatie "Asistencia Asesoría y Administración", waar hij in 2007 werd opgenomen in de Hall of Fame. In 1995 ondertekende hij een contract bij Paul Heymans worstelorganisatie Extreme Championship Wrestling (ECW). Een jaar later verliet hij ECW en ging aan de slag bij de World Championship Wrestling.

### World Championship Wrestling (WCW) (1996-2001)
Rey Mysterio maake zijn debuut in de World Championship Wrestling op 16 juni 1996 en daagde Dean Malenko uit voor het WCW Cruiserweight Championship bij het evenement The Great American Bash en was meteen succesvol. In deze periode moest hij de titel onder andere verdedigen tegen Yoshihiro "Ultimate Dragon" Asai. Uiteindelijk werd hij verslagen door Malenko. Later won hij nog enkele kampioenschappen, waaronder 5 keer het WCW Cruiserweight Championship en drie keer het WCW World Tag Team Championship.
Het merendeel van zijn titels veroverde Mysterio in afleveringen van het programma WCW Nitro, een show die op maandagavond de concurrentie aanging met Monday Night Raw van de toenmalige World Wrestling Federation. Mysterio veroverde het WCW World Tag Team Championship als partner van Billy Kidman, Konnan en Juventud Guerrera, respectievelijk. Voorts werd Mysterio verslagen door Jushin Thunder Liger bij het evenement Starrcade op 29 december 1996, gedurende het verblijf van de revolutionaire Japanner in de Verenigde Staten. Het was de enige confrontatie tussen Mysterio en Liger.
In de lichtgewichtsklasse sleepte Mysterio vijf keer de titel in de wacht en versloeg naast Malenko ook Eddie Guerrero - die hierdoor definitief zijn masker moest verwijderen na een weddenschap oftewel "lucha de apuestas", tevens een vernedering voor een Mexicaans gemaskerd worstelaar -, Juventud Guerrera, Chris Jericho en Billy Kidman. Mysterio's regeerperiodes als WCW Cruiserweight Champion waren telkens zeer kort. De langste regeerperiode van Mysterio was evenwel 115 dagen. Dit was meteen zijn laatste periode. Mysterio versloeg Psicosis op 26 april 1999 en verloor de titel aan "Lenny Lane" op 19 augustus 1999. In 2001 werd de WCW financieel overgenomen door World Wrestling Federation (WWF), maar Mysterio worstelde tussendoor voor bescheiden, onafhankelijke worstelorganisaties in Mexico en in de Verenigde Staten.

### World Wrestling Entertainment (WWE) (2002-2015)

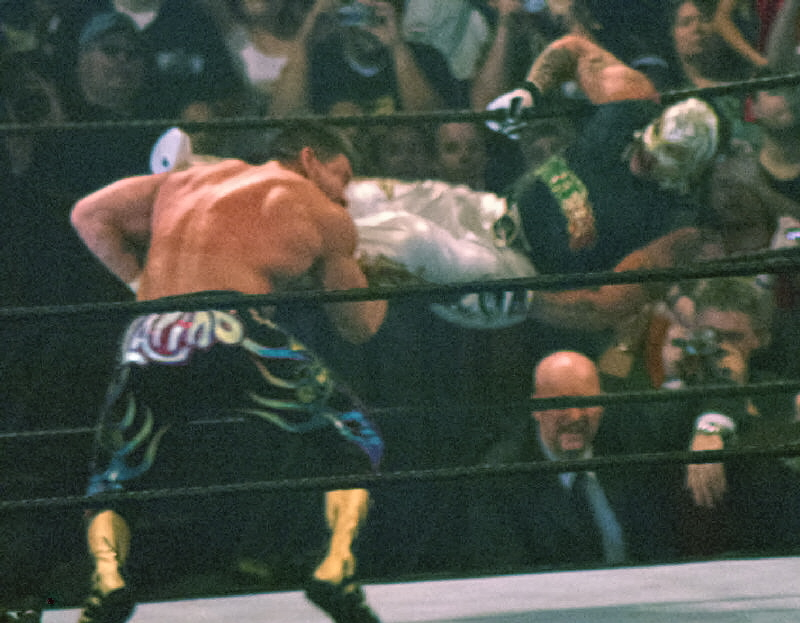
Rey Mysterio voert een "619" uit op Eddie Guerrero bij het evenement WrestleMania 21

#### WWE Tag Team Championship & WWE Cruiserweight Championship (2002-2004)
In juni 2002 tekende Gutiérrez een contract bij het grootste Amerikaanse worstelbedrijf, de World Wrestling Entertainment (WWE). Gutiérrez maakte zijn grote televisiedebuut als "Rey Mysterio" in een aflevering van Friday Night SmackDown op 22 juli 2002, waarin hij landgenoot Chavo Guerrero versloeg. Op 7 november 2002 behaalde hij met het WWE Tag Team Championship zijn eerste kampioenschap als lid van de federatie. Mysterio versloeg samen met zijn partner Edge titelverdedigers Kurt Angle en Chris Benoit. Mysterio en Edge moesten de titels afstaan aan "Los Guerreros" (Eddie & Chavo Guerrero) bij het evenement Survivor Series in november 2002. Kurt Angle en Chris Benoit waren de andere uitdagers.
Mysterio versloeg Matt Hardy en veroverde zijn eerste WWE Cruiserweight Championship in een aflevering van Friday Night SmackDown! op 3 juni 2003. Drie maanden later moest hij de titel doorgeven aan Yoshihiro Tajiri, wat zich voordeed in een aflevering van SmackDown! op 23 september 2003. In december 2003 wist hij voor de tweede keer het WWE Cruiserweight Championship te winnen met een overwinning tegen Tajiri, maar in februari 2004 werd hij verslagen door Chavo Guerrero bij het evenement No Way Out. In de zomer van 2004 was het alweer raak voor Mysterio, toen hij Chavo Guerrero vloerde in een aflevering van SmackDown! op 15 juni 2006. Mysterio verloor het kampioenschap een maand later aan Spike Dudley.

#### WWE World Tag Team Championship (2004-2005)
Mysterio concentreerde zich vervolgens terug op het WWE Tag Team Championship, hetwelke hij in de wacht sleepte met drie verschillende partners. Aanvankelijk werkte hij samen met Rob Van Dam, net als hij een zeer behendig worstelaar. Het duo versloeg Rene Dupree en Kenzo Suzuki op 7 december 2004. Deze aflevering van Friday Night SmackDown! stond geheel in het teken van de talentenjacht WWE Tough Enough, die zijn climax naderde. The Miz nam dat jaar deel aan die wedstrijd en strandde op de tweede plaats, waarna hij van lieverlede een succesvolle carrière uitbouwde. Mysterio en Van Dam verloren hun titels aan The Basham Brothers (Doug & Danny Basham) in een aflevering van SmackDown! op 11 januari 2005. Eddie Guerrero & Booker T en Luther Reigns & Mark Jindrak waren de andere uitdagers.
Een maand later worstelde Mysterio voor het eerst sinds 2002 voor een kampioenschap op pay-per-view, toen hij als partner van Eddie Guerrero het WWE World Tag Team Championship in de wacht sleepte bij het evenement No Way Out. Mysterio en Guerrero versloegen "The Basham Brothers", die Mysterio eerder het kampioenschap ontfutselden. Het kampioenschap veranderde van houders toen een (kayfabe) uit elkaar groeiende Mysterio en Guerrero een nederlaag leden tegen MNM (Joey Mercury & John "Johnny Nitro" Morrison) in een aflevering van SmackDown! op 18 april 2005.
Ten slotte veroverde Mysterio het kampioenschap als partner van Dave Batista. In een "onderonsje" met "MNM" wisselden de titelriemen simpelweg van houder, waardoor "MNM" aan een tweede regeerperiode kon beginnen. Mysterio versloeg Eddie Guerrero bij het evenement WrestleMania 21 in april 2005. Mysterio en Guerrero stonden nogmaals tegenover elkaar bij het evenement SummerSlam in augustus 2005. Dit was een veelbesproken verhaallijn omtrent voogdijrecht over Mysterio's zoon Dominic. Sommigen vonden deze verhaallijn te ver gaan. Mysterio versloeg Guerrero na iets meer dan 20 minuten.

#### Royal Rumble-winnaar & World Heavyweight Championship (2006-2008)

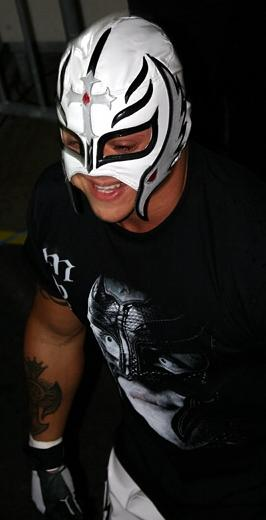
Rey Mysterio in 2005

Een half jaar later won Mysterio de Royal Rumble, waardoor hij zich verzekerde van een grote titelkans bij het evenement WrestleMania 22. Dit was het begin van een korte opmars van Mysterio in de federatie (jargon: push). Mysterio promoveerde anders geformuleerd van "midcard" naar de hoogste regionen. Mysterio verbrak in de Royal Rumble een record, met name dat van meeste tijd gespendeerd in een enkele Rumble. Mysterio overleefde 62 minuten in de Rumble. Op 2 april 2006 veroverde hij het World Heavyweight Championship met een overwinning tegen Randy Orton en titelverdediger Kurt Angle bij het evenement WrestleMania 22. Mysterio ging de geschiedenisboeken in als de lichtste World Heavyweight Champion in de geschiedenis. Mysterio woog destijds ongeveer 75 kg.
Zowel voor als na zijn overwinning kreeg Mysterio het aan de stok met Orton, een controversieel (kayfabe) voorval in de nasleep van het overlijden van zijn vriend Eddie Guerrero. Guerrero overleed op 9 november 2005 aan de gevolgen van een hartfalen, maar volgens de verhaallijn spaarde Orton hem niet. Orton sprak voortdurend kwaad over Guerrero en bagatelliseerde hem. De federatie ging akkoord met deze verhaallijn ondanks Guerrero's recente overlijden. Een duel tussen Mysterio en Sabu bij het evenement ECW One Night Stand - in juni 2006 - eindigde onbeslist (jargon: no contest).
Mysterio werd verslagen door Booker T voor het World Heavyweight Championship bij het evenement The Great American Bash in juli 2006, waardoor een einde kwam aan meer dan 100 dagen als kampioen. Daarna bleef het lange tijd stil rond Mysterio wat betreft meeslepende verhaallijnen. Mysterio sloot zich in november 2007 aan bij het team van Triple H bij het evenement Survivor Series. Triple H was toen verwikkeld in een vete met Umaga. Mysterio's team graaide uiteindelijk de overwinning mee.
Het jaar 2008 verliep kleurloos, met in de eerste plaats een nederlaag tegen Edge bij het evenement Royal Rumble in januari 2008. Mysterio's situatie leek te veranderen toen hij in december 2008 uitzicht kreeg op het WWE Intercontinental Championship. CM Punk schakelde hem echter uit voor deze titelkans, daar hij Mysterio versloeg bij het evenement Armageddon. CM Punk werd als dusdanig de nieuwe uitdager van titelverdediger William Regal en zou hem later verslaan.

#### Triple Crown Champion (2009)
In januari 2009 nam hij deel aan de Royal Rumble, maar werd geëlimineerd door Big Show, gelijktijdig met Mike Knox. Randy Orton was de winnaar. Mysterio leek opnieuw af te stevenen op een anoniem jaar, totdat hij in februari 2009 deelnam aan een Elimination Chamber match voor het World Heavyweight Championship bij het evenement No Way Out. Mysterio elimineerde zowel Kane als Chris Jericho, maar kon uiteindelijk niet standhouden. Mysterio werd als laatste geëlimineerd door Edge.
Mysterio versloeg John "Bradshaw" Layfield voor het WWE Intercontinental Championship bij het evenement WrestleMania XXV in april 2009, een titel die hij in totaal twee keer wist te winnen. Mysterio verdedigde het kampioenschap eerst met succes tegen recordhouder Chris Jericho bij het evenement Judgment Day, maar verloor toen van die laatste bij het inaugurele evenement Extreme Rules op 7 juni 2009. Door zijn eerste overwinning tegen John "Bradshaw" Layfield bij het evenement WrestleMania XXV - een van Layfields laatste wedstrijden als professioneel worstelaar -, voltooide Mysterio het ereteken Triple Crown Championship. Mysterio was de 21e Triple Crown Champion in de geschiedenis.
Mysterio won voor de tweede keer in zijn carrière het WWE Intercontinental Championship met een overwinning tegen Chris Jericho door middel van "lucha de apuestas" (NB: weddenschap, "Title" vs. "Mask"), wat gebeurde bij het evenement The Bash op 28 juni 2009. Deze wedstrijd geniet een geëerde reputatie onder fans en insiders. Mysterio's overwinning stelde hem in staat zijn masker te behouden, maar hij moest het kampioenschap iets meer dan een maand later afstaan aan John Morrison in een aflevering van Friday Night SmackDown! op 1 september 2009. Hierna zou hij een jaar lang geen kampioenschap meer winnen.

#### Ruzie met CM Punk & World Heavyweight Championship (2010-2011)

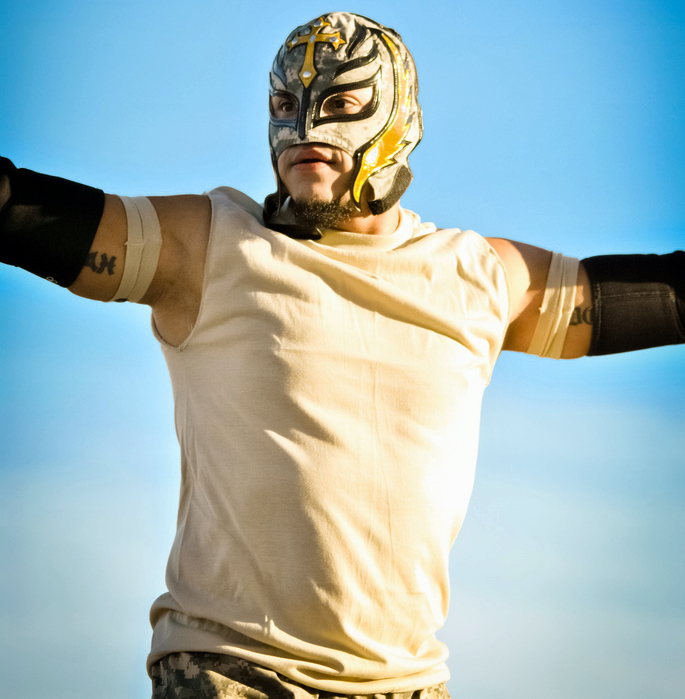
Rey Mysterio in 2010

In januari 2010 werd hij verslagen door The Undertaker voor het World Heavyweight Championship bij het evenement Royal Rumble. Vanaf het voorjaar van 2010 kwam Mysterio in aanvaring met CM Punk. Een nederlaag van CM Punk tegen Mysterio bij het evenement Over the Limit - in mei 2010 - zorgde ervoor dat CM Punk zijn lange haren verloor. Mysterio versloeg hem namelijk door middel van "lucha de apuestas" ("Hair" vs. "Mask"). Eerder werd hij verslagen door CM Punk bij het evenement Extreme Rules.
Mysterio veroverde voor de tweede keer in zijn carrière het World Heavyweight Championship nadat hij titelverdediger Jack Swagger, Big Show en CM Punk versloeg bij het eenmalig evenement Fatal 4-Way op 20 juni 2010. Een maand later versloeg hij oorspronkelijk Jack Swagger bij het inaugureel evenement Money in the Bank, maar enkele minuten later haalde Kane voordeel uit zijn Money in the Bank-contract en speelde Mysterio terstond het kampioenschap kwijt aan Kane.
In augustus 2010 debuteerde zijn landgenoot Alberto Del Rio in de belangrijkste programma's van de federatie. Dit leidde tot een korte verhaallijn tussen hem en Del Rio, waaronder ook tot een confrontatie met Del Rio en twee andere worstelaars bij het evenement Tables, Ladders and Chairs in december 2010. Edge vestigde echter het record van meeste overwinningen van het World Heavyweight Championship. Edge wist de titel voor de 6e keer te veroveren. Kane was als titelverdediger de vierde deelnemer. Edge won het kampioenschap later nog een keer, waarna hij met 7 overwinningen eeuwige recordhouder werd toen het kampioenschap werd stopgezet in december 2013.

#### Laatste jaren eerste periode (2011-2015)

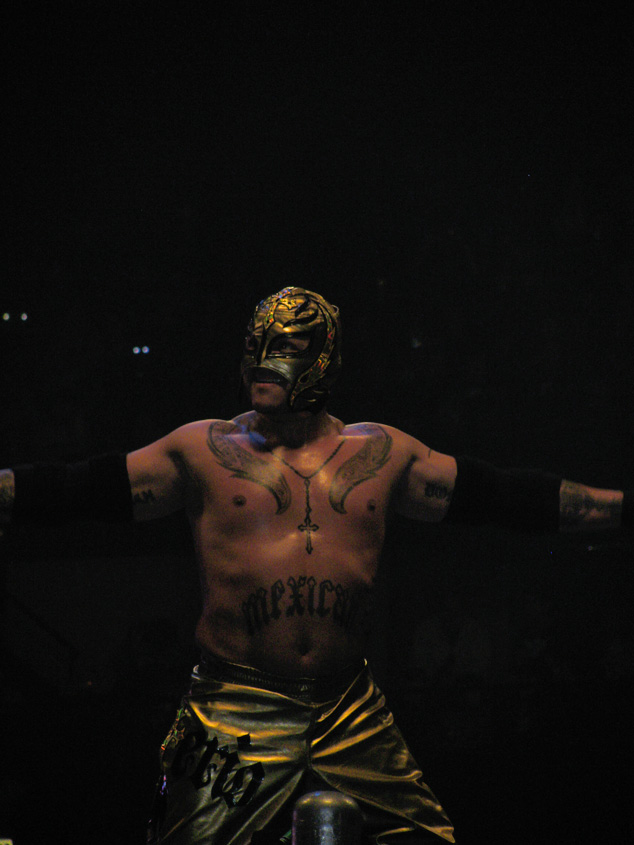
Rey Mysterio in 2016